# Квіріа
Квіріа (груз. კვირია) — божество грузинської міфології. Йому було присвячене свято ранньої весни, що включало вісім окремих ритуалів. Під час свята святилище прикрашали зеленими гілками, біля побудованої зі снігу вежі проводилися змагання між селами, співали гімни і влаштовували вистави, завдячуючи божеству за порятунок від стихії. Йому також молилися під час посухи або наближенні бурі.
Культ Квіріу став однією з основ виникнення грузинського народного театру масок — Берікаоба.